# Sân bay Kamina
Sân bay Kamina (IATA: KMN, ICAO: FZSB) là một sân bay ở Kamina, Cộng hòa Dân chủ Congo.

## Hãng hàng không và điểm đến
| Hãng hàng không                | Các điểm đến |
| ------------------------------ | ------------ |
| Compagnie Africaine d'Aviation | Lubumbashi   |